# Красні Ключі (Матвієвський район)
Кра́сні Ключі́ (рос. Красные Ключи) — присілок у складі Матвієвського району Оренбурзької області, Росія.

## Населення
Населення — 3 особи (2010; 7 у 2002).
Національний склад (станом на 2002 рік):
- росіяни — 72 %